# Glomosim
GloMoSim (Global Mobile Simulator) est une bibliothèque logicielle de simulation à grande échelle pour les réseaux sans fil et filaires. Il a été conçu en utilisant la capacité de la simulation parallèle fournie par Parsec.
En 2006, GloMoSim peut simuler un réseau purement sans fil. Dans le futur, des nouvelles versions pourront simuler un réseau filaire aussi bien qu'un réseau hybride.   
La plupart des systèmes réseaux sont construits en utilisant une approche basée sur les couches qui est semblable à  l’architecture à sept couches de la norme OSI.
Des APIs standards sont utilisées entre les différentes couches de simulateur. Ceci autorisera l’intégration rapide et facile des modèles développés aux différentes couches par différents développeurs.
- ODMRP diffuse en arrière la réponse à la source pendant que la réponse MAODV unicast.
- MAODV n'active pas immédiatement de route multicast pendant qu'ODMRP fait.